# Milichia distinctipennis
Milichia distinctipennis är en tvåvingeart som beskrevs av Deeming 1981. Milichia distinctipennis ingår i släktet Milichia och familjen sprickflugor. Inga underarter finns listade i Catalogue of Life.